# Budince
Budince, ungarisch Budaháza (bis 1927 slowakisch „Budkovce“) ist eine Gemeinde im Osten der Slowakei mit 233 Einwohnern (Stand 31. Dezember 2024), die zum Okres Michalovce, einem Teil des Košický kraj, gehört und in der traditionellen Landschaft Zemplín liegt.

## Geographie
Die Gemeinde befindet sich im östlichen Teil der Ostslowakischen Ebene im Ostslowakischen Tiefland, nahe der Staatsgrenze zur Ukraine. Das Ortszentrum liegt auf einer Höhe von 105 m n.m. und ist viereinhalb Kilometer von Veľké Kapušany sowie 33 Kilometer von Michalovce entfernt.
Nachbargemeinden sind Maťovské Vojkovce im Norden, Ruská im Osten und Südosten, Kapušianske Kľačany im Süden, Südwesten und Westen und Veľké Kapušany im Nordwesten.

## Geschichte
Budince wurde zum ersten Mal 1332 als Kestolch schriftlich erwähnt, weitere historische Bezeichnungen sind unter anderen Keresztowcz a. n. Budahaza (1380) und Budahaza (1427). 1427 wurden fünf Porta verzeichnet, nach einer Flucht von Untertanen im 18. Jahrhundert gab es 1715 nur noch zwei Untermieter-Haushalte im Ort. 1828 zählte man 22 Häuser und 174 Einwohner.
Bis 1918/1919 gehörte der im Komitat Ung liegende Ort zum Königreich Ungarn und kam danach zur Tschechoslowakei beziehungsweise heute Slowakei. In der Zeit der ersten tschechoslowakischen Republik waren die Einwohner als Landwirte beschäftigt. Auf Grund des Ersten Wiener Schiedsspruchs war der Ort von 1938 bis 1944 noch einmal Teil Ungarns.
Von 1964 bis 1990 war Budince Teil der Gemeinde Ruská.

## Bevölkerung
| Jahr                | 1994 | 2004     | 2014    | 2024    |
| ------------------- | ---- | -------- | ------- | ------- |
| Anzahl der Personen | 182  | 213      | 215     | 233     |
| Unterschied         |      | +17,03 % | +0,93 % | +8,37 % |

| Jahr                | 2023 | 2024    |
| ------------------- | ---- | ------- |
| Anzahl der Personen | 226  | 233     |
| Unterschied         |      | +3,09 % |

Nach der Volkszählung 2011 wohnten in Budince 230 Einwohner, davon 162 Magyaren, 54 Roma und 10 Slowaken. Vier Einwohner machten keine Angabe zur Ethnie.
179 Einwohner bekannten sich zur römisch-katholischen Kirche, 24 Einwohner zur reformierten Kirche und 17 Einwohner zur griechisch-katholischen Kirche. Acht Einwohner waren konfessionslos und bei zwei Einwohnern wurde die Konfession nicht ermittelt.

## Wirtschaft und Verkehr
Durch Budince führt die Cesta III. triedy 3757 („Straße 3. Ordnung“) von Veľké Kapušany nach Ruská und weiter Ptrukša. Der nächste Bahnschluss ist in Veľké Kapušany an der Bahnstrecke Veľké Kapušany–Bánovce nad Ondavou.